# Liste der peruanischen Botschafter in Griechenland

Großes Siegel Perus

Der Außerordentliche und bevollmächtigte Botschafter Perus in der Hellenischen Republik Griechenland (griechisch Έκτακτης και Πληρεξούσιος Πρέσβης του Περού στην Ελληνική Δημοκρατία, spanisch Embajador Extraordinario y Plenipotenciario del Perú en la República Helénica de Grecia, en.: Extraordinary and Plenipotentiary Ambassador of Peru to the Hellenic Republic of Greece) ist der ranghöchste Diplomat der República del Perú in Griechenland.
Beide Länder begründeten 1965 ihre Beziehungen, die bis heute bestehen.
Stand 2023 führt der Botschafter in Griechenland zusätzlich die Akkreditierung für Albanien und Bulgarien. Davor lag die Akkreditierung für Albanien beim Botschafter in Jugoslawien bis zu dessen Auflösung, und für Bulgarien gab es eine eigene Botschaft in Sofia bis 2003. Der Botschafter residiert seit 1987 in der Botschaft in Athen an der Adresse 2 Koumbari odos, direkt gegenüber dem Benaki-Museum.

## Botschafter

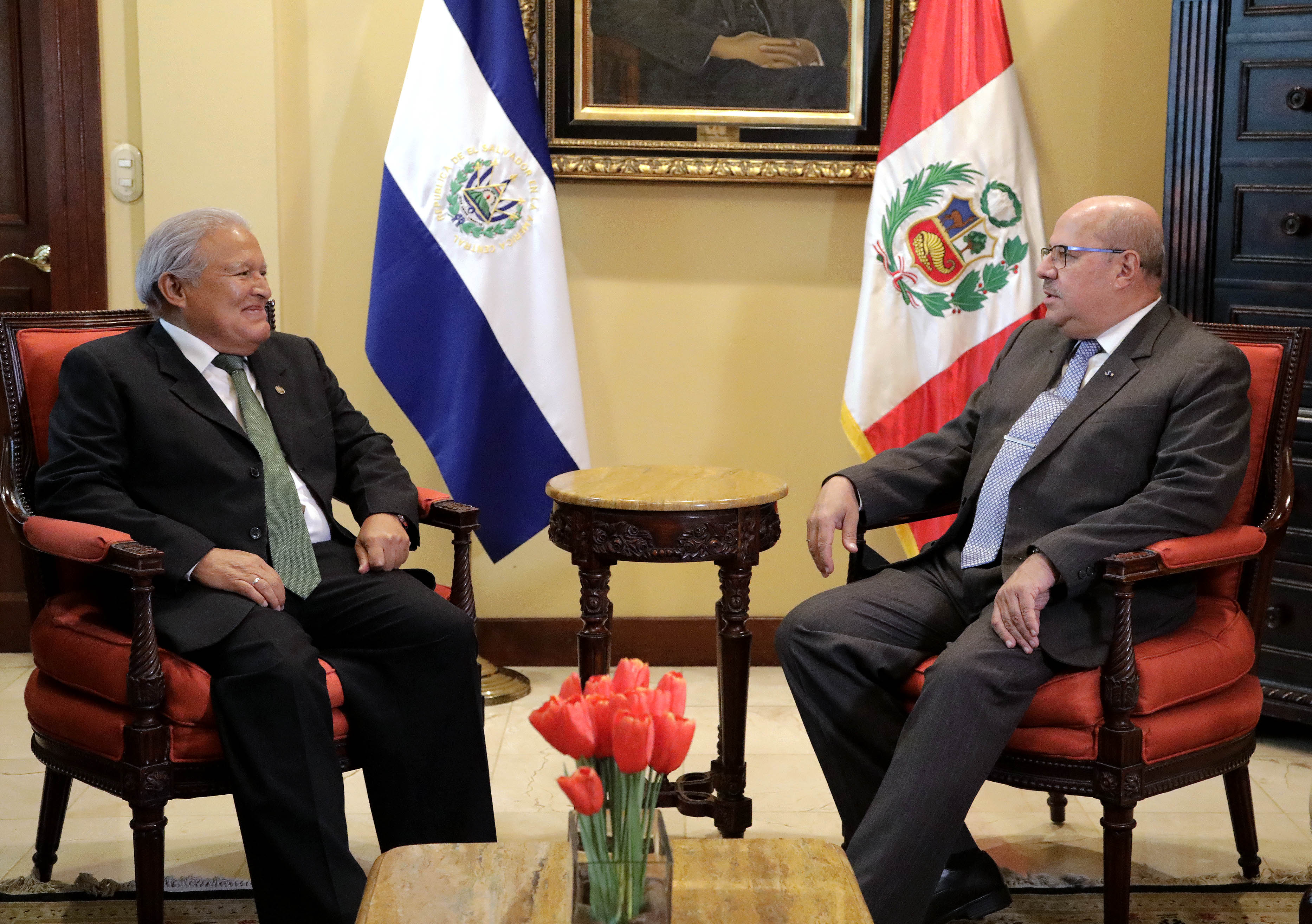

- Alberto Wagner de Reyna, 1966–1968, Präsident Fernando Belaúnde, erster Botschafter in Griechenland, akkreditiert als Permanent Delegate of Peru to UNESCO in Paris.[4][5][6]
- Alberto Wagner de Reyna, (1969–1972), Präsident Juan Velasco Alvarado, akkreditiert als Botschafter in Bonn.[6]
- Arturo García García, 1973–?, Präsident Juan Velasco Alvarado, akkreditiert als Botschafter in Rom.[7]

- Edgardo de Habich, 1986–1992, Präsident Alan García, erster Botschafter in Athen.[8][9]
- Alberto Tamayo, 1993–1994, Präsident Alberto Fujimori[10]
- Luis Felipe Galvez Villarroel, 2004–2010
- Jorge Eduardo Román Morey, 2013–2016, Präsident Ollanta Humala[11]
- Luis Sandoval Dávila, 2017–2020, Präsident Pedro Pablo Kuczynski[12][13]
- Javier Raul Martin Yepez Verdeguer 15. Februar 2022– , Präsident Pedro Castillo[14]